# Born in the U.S.A. (programma televisivo)
Born in the U.S.A. - Le città della musica americana è un programma televisivo di argomento musicale andato in onda su Italia 1 nell'Autunno del 1990, in 6 puntate dal 20 settembre al 25 ottobre ogni giovedì in seconda serata.

## Contenuto
Si trattava di un reportage giornalistico sulle "capitali musicali" statunitensi, cioè sulle principali città protagoniste della storia musicale degli U.S.A.. In ogni puntata venivano mostrati i generi e le personalità più importanti di ciascuna realtà descritta, l'intenzione degli autori era quella inoltre di soffermarsi su correnti, musicisti e locali da concerto meno noti, e tuttavia di culto per la rispettiva scena musicale trattata.
Ogni puntata aveva una location diversa:
1. San Francisco (20/9/1990);
2. Austin (27/9/1990);
3. New Orleans (4/10/1990);
4. Nashville (11/10/1990);
5. Chicago (18/10/1990);
6. New York (25/10/1990).

Enzo Gentile ed Ezio Guaitamacchi erano gli autori del programma.

## Critica
Il programma ebbe un notevole riscontro positivo da parte della critica.